# ادموند، نخستین دوک یورک
ادموند لانگلی، نخستین دوک یورک (انگلیسی: Edmund of Langley, 1st Duke of York; ۵ ژوئن ۱۳۴۱ – ۱ اوت ۱۴۰۲) یک سیاست‌مدار انگلیسی بود. او چهارمین فرزند بازماندهٔ پادشاه ادوارد سوم و فیلیپای انو بود. همانند اغلب شاهزادگان انگلیسی در دوران قرون وسطی، ادموند اسم مستعار خود را از محل مکان ولادتش به دست آورد که کاخ پادشاهان لانگلی در هرتفوردشر می‌باشد. او بنیانگذار خاندان یورک بود. ازدواج پسر جوانش موسوم به ریچارد کینگزبرگ، سومین ارل کمبریج با آن دی مورتیمر نوه برادر بزرگتر ادموند، لیونل آنتورپ، نخستین دوک کلارنس. باعث به وجود آمدن ادعای خاندان یورک نسبت به تاج و تخت انگلستان در دوران جنگ رزها گردید. جناح دیگر این نبرد، خاندان لنکستر به وجود آمده از نسل برادر بزرگتر ادموند یعنی جان گونت، نخستین دوک لنکستر و سومین فرزند ادوارد سوم بود.